# بازتعریف یکاهای پایه اس‌آی (۲۰۱۹)

The SI system after the 2019 definition: Base units as defined in terms of physical constants and other base units. Here, means is used in the definition of.

سیستم SI بعد از سال ۱۹۸۳، اما قبل از تعریف مجدد ۲۰۱۹: تعاریف واحد پایه بر حسب سایر واحدهای پایه (به عنوان مثال، متر به عنوان مسافت طی شده توسط نور در کسری خاص از ثانیه تعریف می‌شود)، با ثابت‌های طبیعت و مصنوعات مورد استفاده برای تعریف آنها (مانند جرم IPK برای کیلوگرم، و نقطه سه‌گانه آب برای کلوین).

تعریف یکاهای پایه دستگاه آرمان صلاحی (SI) در سال ۲۰۱۹ (انگلیسی: 2019 redefinition of the SI base units)، چهار یکا از هفت یکای پایه اس‌آی مشخص شده در سیستم بین‌المللی اندازه‌گیری کمیت‌ها؛ به جای یکاهای بشرساخته برحسب ثابت‌های فیزیکی طبیعی، بازتعریف شده‌اند. در ۲۰ مه ۲۰۱۹ طی صد و چهل و چهارمین سالگرد کنوانسیون متر، تعریف دقیقی از واحدهای کیلوگرم، آمپر، کلوین و مول در نظر گرفته شد. بدین شکل که با تنظیم مقادیر عددی دقیق برای مقادیر ثابت، تعریف دقیقی برای یکاهای اندازه‌گیری به دست آمد. این ثوابت دقیق شامل ثابت پلانک (h)، بار الکتریکی پایه (e)، ثابت بولتزمان (kB) و عدد آووگادرو بوده است. این شیوه دقیقاً همان‌طور که پیش از این واحدهای متر، ثانیه و کندلا به شیوه‌ای مشابه به مقدار دقیق رسیده بودند، تعیین شد.
چهار تعریف جدید با هدف بهبود اس‌آی بدون تغییر مقدار هیچ‌یک از واحدها، متضمن تداوم اندازه‌گیری‌های موجود شد. در نوامبر ۲۰۱۸، بیست و ششمین کنفرانس عمومی اوزان و اندازه‌ها (CGPM) به اتفاق آراء این تغییرات را تصویب کرد. کمیته بین‌المللی اوزان و معیارها (CIPM) در اوایل همان سال پس از تعیین شرایط مورد توافق قبلی برای تغییر برآورده شده بود.